# Allium margaritae
Allium margaritae — вид рослин з родини амарилісових (Amaryllidaceae); поширений у Казахстані, Киргизстані.

## Опис
Рослина заввишки 10–20 см. Квіти білі.

## Поширення
Поширений у Казахстані, Киргизстані.